# ENAMEL (シドの曲)
「ENAMEL」（エナメル）は、日本のヴィジュアル系ロックバンド、シドの18枚目のシングル。2014年8月27日よりKi/oon Musicより発売された。

## 概要
本曲は、MBS系テレビアニメ「黒執事 Book of Circus」の2014年度7月からオープニングテーマに起用された。
また、3曲目に収録されているモノクロのキス (Live from 『SID 10th anniversary TOUR 2013』) は、2013年に結成10周年を記念して開催されたライブの音源を収録している。

## 収録曲
全作詞:マオ　
1. ENAMEL
作曲:御恵明希
  - PV撮影時に濃い化粧をして撮影を行った。これはインディーズ最初のシングルである「Sweet?」以来9年振りであった。マオは片方の目に特殊なメイクをしている他shinjiは髪を大きく立てている。
2. 影絵
作曲:御恵明希
3. モノクロのキス (Live from 『SID 10th anniversary TOUR 2013』)
作曲:shinji

## 初回限定盤
初回限定盤A
『SID 10th anniversary TOUR 2013』Digest
初回限定盤B
photo book

## 収録アルバム
- SID ALL SINGLES BEST（#1）